# أوليسس دومون
أوليسس دومون (بالإسبانية: Ulises Dumont) هو ممثل أرجنتيني، ولد في 7 أبريل 1937 ببوينس آيرس في الأرجنتين، وتوفي في 29 نوفمبر 2008 في الأرجنتين. من الجوائز التي نالها Silver Condor Award for Best Supporting Actor ‏ سنة 1982 وSilver Condor Award for Best Supporting Actor ‏ سنة 1983 وSilver Condor Award for Best Actor ‏ سنة 1999.

## جوائز
- Silver Condor Award for Best Supporting Actor [الإنجليزية]‏ (1982)
- Silver Condor Award for Best Supporting Actor [الإنجليزية]‏ (1983)
- Silver Condor Award for Best Actor [الإنجليزية]‏ (1999)

## وصلات خارجية
- أوليسس دومون على موقع IMDb (الإنجليزية)
- أوليسس دومون على موقع ألو سيني (الفرنسية)
- أوليسس دومون على موقع أول موفي (الإنجليزية)
- أوليسس دومون على موقع قاعدة بيانات الأفلام السويدية (السويدية)
- أوليسس دومون على موقع قاعدة بيانات الفيلم (الإنجليزية)
- أوليسس دومون على موقع كينوبويسك (الروسية)